# Edo Patregnani
Edo Patregnani (Fano, 1º maggio 1938 – Cento, 3 dicembre 2013) è stato un calciatore e allenatore di calcio italiano.

## Carriera
Portiere, cresce calcisticamente nell'Alma Juventus Fano dove giovanissimo esordisce nel 1955 IV Serie, passa nel 1956 alla Sambenedettese dove diventa titolare dei rossoblù in Serie B. Notato da Paolo Mazza, presidente della SPAL, per la grande agilità e sicurezza che dimostra, giunge a Ferrara nel 1961.
Nella città estense Patregnani gioca 23 gare in Serie A nella stagione 1961-1962 lasciandone 11  alla sua riserva Maietti, e disputando la finale di Coppa Italia persa all'Olimpico contro il Napoli. Mazza, non soddisfatto del rendimento un po' alterno di Patregnani, cerca una valida alternativa sul mercato calciatori e, ceduto Maietti, porta a Ferrara uno dei più grandi portieri che la SPAL abbia mai avuto: Eugenio Bruschini. Patregnani ottiene pertanto una sola presenza nel campionato di Serie A 1962-1963.
La grande opportunità si ripresenta però l'anno successivo quando Patregnani, complice un brutto infortunio del numero uno Bruschini, torna titolare, giocando forse le sue migliori partite in maglia biancoazzurra ma non riuscendo ad evitare la retrocessione della SPAL in Serie B.
L'anno successivo passa in prestito al Lanerossi Vicenza dove gioca le sue ultime 9 partite in Serie A per poi tornare alla SPAL che lo girerà all'Alessandria e in Serie B dove sostituirà un altro ex spallino, Nobili, nella responsabilità della difesa della porta dei grigi.
Patregnani, avendo nel frattempo conseguito il Diploma ISEF all'Università di Bologna nel 1966 (conseguirà, poi, nel 2002 la laurea in Scienze Motorie, con lode, all'Università "Tor Vergata" di Roma), si apprestava a intraprendere la professione di insegnante di educazione fisica. Pertanto nel 1967 torna a giocare nelle Marche, prima a Jesi poi a Fano, per concedersi la possibilità di insegnare nelle scuole medie della sua città natale.
In carriera ha totalizzato complessivamente 56 presenze in Serie A e 57 presenze in Serie B.

La rosa della SPAL 1961-62, anno della finale di Coppa Italia, Patregnani è il penultimo in piedi da sinistra

## Dopo il ritiro
Successivamente Patregnani diventerà affermato docente dell'ISEF di Bologna, e quindi alla Facoltà di Scienze Motorie della medesima città e scriverà numerosi articoli su riviste specializzate oltre a pubblicare alcuni testi. Diventerà inoltre allenatore di squadre dilettantistiche (Serie D, Eccellenza) e svolgere quindi il ruolo di preparatore fisico e tecnico dei portieri nella SPAL, Savoia, Gualdo, Imolese, Copparese.
È scomparso nel 2013 all'età di 75 anni dopo una lunga malattia.